# Phoenix Wright: Ace Attorney – Spirit of Justice
Phoenix Wright: Ace Attorney – Spirit of Justice, i Japan känt som Gyakuten Saiban 6 (逆転裁判6?  "Helomvändningsrättegång 6"), är ett datorspel utvecklat av Capcom till Nintendo 3DS. Spelet är den tionde delen i spelserien Ace Attorney, och den sjätte delen i huvudserien inom spelserien Ace Attorney. Det gavs ut den 9 juni 2016 i Japan, och i Nordamerika och Europa den 8 september 2016.

## Handling
Spelet utspelar sig i modern tid, dels i Japan, och dels i det österländska landet Kurain, där det finns religiösa tempel för de som tror på de dödas andar. I landet finns åklagare men inte försvarsadvokater, och rättssalarna där använder sig av magiska speglar. Spelets huvudfigurer är Phoenix Wright men även Apollo Justice och Athena Cykes är med i spelet. Phoenix blir tvungen att försvara sin turistguide under en rättegång.

## Utveckling
Spelet utvecklas till Nintendo 3DS. Det regisserades av Takeshi Yamazaki och producerades av Motohide Eshiro. Ett stort tema för spelet är att Phoenix förändrar rättssystemet; Motohide kallar spelets tema för "rättssals-revolution". Enligt Yamazaki bestämde de sig för att lägga större vikt vid spelets miljö än vad de hade gjort i tidigare spel i serien; detta då Phoenix genom seriens gång har befunnit sig på en plats där det inte finns några fiender, och då det enligt Motohide var svårt att föra serien framåt inom den japanska rättssalsmiljön. Då loggsystemet och antalet sparfiler i det föregående spelet, Dual Destinies, uppskattades, planerades de återkomma i det sjätte spelet; ledtrådssystemet från Dual Destinies planerades dock förändras så att spelare kan stänga av det när som helst under spelets gång.
Spelet tillkännagavs den 1 september 2015; vid den tidpunkten var utvecklingen 30 procent färdig. Det meddelades att spelet skulle ges ut i Japan någon gång år 2016 och att det även kommer ges ut i västvärlden.

## Mottagande
Efter spelets framträdande på Tokyo Game Show 2015 tilldelades det priset Japan Game Awards i kategorin bästa kommande datorspel.